# Sigma Team
 (janvier 2021).
Sigma Team est une société de jeux vidéo russe fondée en 2003. Son premier jeu, Alien Shooter, était un jeu d'action d'arcade avec des éléments de RPG.

## Liste des jeux créés par Sigma Team
- Alien Shooter (2003)
- Alien Shooter: Fight for Life (2005)
- Alien Shooter: The Experiment (2005)
- Alien Shooter: Vengeance (2007)
- Zombie Shooter (2007)
- Alien Shooter 2: Reloaded (2008)
- Theseus - Return of the Hero (2008)
- Zombie Shooter 2 (2009)
- Alien Shooter: Revisited (2010)
- Alien Shooter 2: Conscription (2010)
- Alien Hallway
- I am Weapon (2011)
- Chaks Temple
- Crazy Lunch
- Alien Shooter: The Beginning (remake de 2013 de la version PC)
- Alien Shooter: TD
- Alien Hallway 2
- Alien Shooter: Lost City
- Alien Shooter 2 - The Legend (PC/Mobile)
- Alien Shooter 2- Reloaded Mobile